# 澤列尼蓋 (茲納緬卡區)
48°42′51″N 32°17′52″E / 48.71417°N 32.29778°E
澤列尼蓋（烏克蘭語：Зелений Гай），是烏克蘭中部的村莊，隸屬基洛夫格勒州的克羅皮夫尼茨基區。該村始建於1775年，面積1.89平方公里，海拔高度165米，2001年人口280，人口密度每平方公里148.2人。